# NGC 1049
NGC 1049 est un amas globulaire situé dans la constellation du Fourneau. L'astronome britannique John Herschel l'a découvert en 1835. Cet amas est dans la galaxie naine du Fourneau, une galaxie de l'amas local.
Selon la base de données NASA/IPAC, l'amas est à environ 136 kpc (∼444 000 al). Il n'y a cependant qu'une seule mesure conduisant à ce résultat.

## Plus brillant que sa galaxie hôte
Situé à une distance d'environ environ 136 kpc (∼444 000 al), l'amas est visible à l'aide de télescopes de taille moyenne, bien que sa galaxie hôte, elle, soit presque invisible avec le même type d'instrument. L'amas globulaire a d'ailleurs été découvert par John Herschel en 1835, soit bien avant la galaxie, qui fut découverte en 1938 par Harlow Shapley.

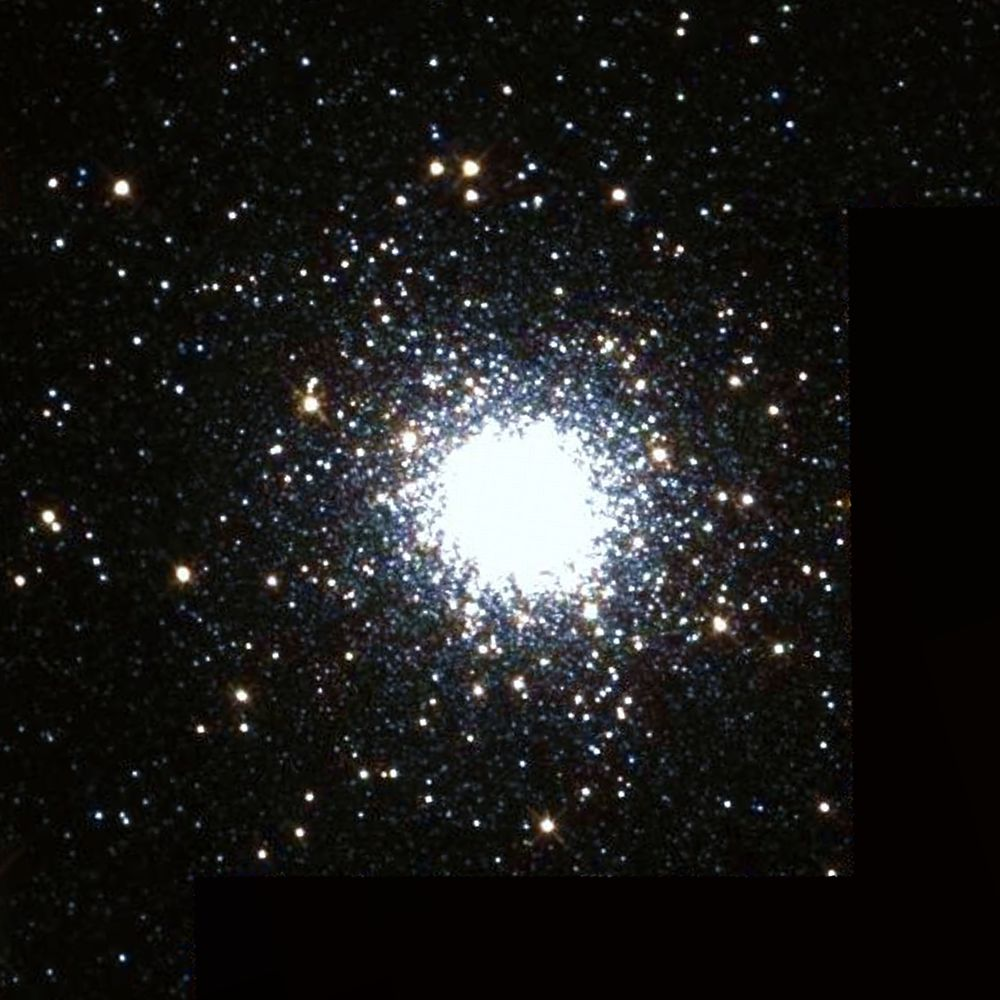
NGC 1049 par télescope spatial Hubble